# Pablo Nassarre
Pablo Nassarre [auch: Nasarre] (* 1654 in Aragonien; † 1730 in Saragossa) war ein spanischer Organist, Komponist und Musiktheoretiker.

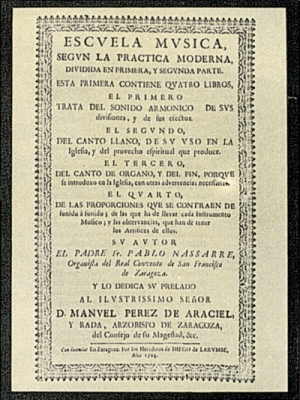
Titelseite der Escuela Música según la práctica moderna

## Leben
Nassarre wurde blind geboren und war Schüler von Pablo Bruna. Im Alter von 22 Jahren trat er dem Franziskanerorden bei und wirkte bis zu seinem Tod als Organist im Convento de San Francisco zu Saragossa.

## Werke
- Fragmentos músicos (1683)
- Escuela música según la práctica moderna, 1723–1724